# Walnootboorvlieg
De walnootboorvlieg of  walnootschilvlieg (Rhagoletis completa) is een vlieg uit de familie van de boorvliegen (Tephritidae). De wetenschappelijke naam van de soort werd in 1929 als naam voor de ondersoort Rhagoletis suavis ssp. completa gepubliceerd door Cresson.
De walnootboorvlieg komt oorspronkelijk uit Noord-Amerika, maar is ook een invasieve soort in Europa. Sinds 2015 wordt hij in Nederland waargenomen, sinds 2016 ook in België.
De vlieg kan schade veroorzaken op noten. In Noord-Amerika gaat het specifiek om walnoten (Juglans regia) en zwarte (wal)noten (Juglans nigra). Ook in Europa kan hij schade voor de notenteelt veroorzaken. De notenbomen krijgen te maken met larven in hun bolsters, waardoor die eerst verkleuren en later verslijmen. Aanwezigheid van larven is in het beginstadium moeilijk vast te stellen, omdat ze klein zijn.
De larven overwinteren in de grond. Als ze ontpoppen, duurt het even voor ze kunnen vliegen, dus dan zijn ze een gemakkelijke prooi voor insecteneters. Om verspreiding tegen te gaan, kan men insecteneters aantrekken, kippen onder de boom houden, gele vangplaten in de boom hangen of de noten elke dag oprapen en vernietigen. De beste keuze is het aanplanten van minder gevoelige rassen. Onaantrekkelijk voor de walnootboorder zijn de variëteiten Ferjean, Geisenheim 26, Geisenheim 1247, Meylannaise, Parisienne, Rainuss Kläusler, Ronde de Montignac, Scharsch en Sheinovo.